# فيلانوفا مارشيسانا
فيلانوفا مارشيسانا (بالإيطالية: Villanova Marchesana)‏ هي بلدية في مقاطعة رفيغة في منطقة فنيتة، شمال إيطاليا. تقع على بعد 60 كيلومترًا (37 ميلًا) جنوب غرب البندقية و15 كيلومترًا (9 ميلًا) جنوب شرق رفيغة.